# The Passing of a Soul
The Passing of a Soul è un cortometraggio muto del 1915 scritto e diretto da Cecil M. Hepworth.

## Trama
Un uomo salva dal suicidio una ragazza che prende il posto del figlio ucciso.

## Produzione
Il film fu prodotto dalla Hepworth.

## Distribuzione
Distribuito dalla Hepworth, il film - un cortometraggio in due bobine - uscì nelle sale cinematografiche britanniche nel maggio 1915.
Si pensa che sia andato distrutto nel 1924 insieme a gran parte degli altri film della Hepworth. Il produttore, in gravissime difficoltà finanziarie, pensò in questo modo di poter almeno recuperare l'argento dal nitrato delle pellicole.